# Aphonopelma braunshausenii
Aphonopelma braunshausenii là một loài nhện trong họ Theraphosidae.
Loài này thuộc chi Aphonopelma. Aphonopelma braunshausenii được miêu tả năm 1996 bởi Tesmoingt.